# Cajamarca megye
Cajamarca megye Peru egyik megyéje, az ország északnyugati részén található. Székhelye Cajamarca.

## Földrajz
Cajamarca megye Peru északnyugati részén helyezkedik el. Az Andok nyugati lánca észak–déli irányban halad át a megyén, emiatt domborzata igen változatos: míg alacsonyabban fekvő részei 400, addig legmagasabb pontjai 3550 méterrel fekszenek a tenger szintje felett. A megye északon Ecuadorral, keleten Amazonas, délen La Libertad, nyugaton pedig Lambayeque és Piura megyével határos.

### Tartományai
A megye 13 tartományra van osztva:
- Cajabamba
- Cajamarca
- Celendín
- Chota
- Contumazá
- Cutervo
- Hualgayoc
- Jaén
- San Ignacio
- San Marcos
- San Miguel
- San Pablo
- Santa Cruz

## Népesség
A megye népessége a közelmúltban folyamatosan növekedett:
| Év   | Lakosság  |
| ---- | --------- |
| 1940 | 482 431   |
| 1961 | 731 256   |
| 1972 | 902 912   |
| 1981 | 1 026 444 |
| 1993 | 1 259 808 |
| 2007 | 1 387 809 |

## Képek

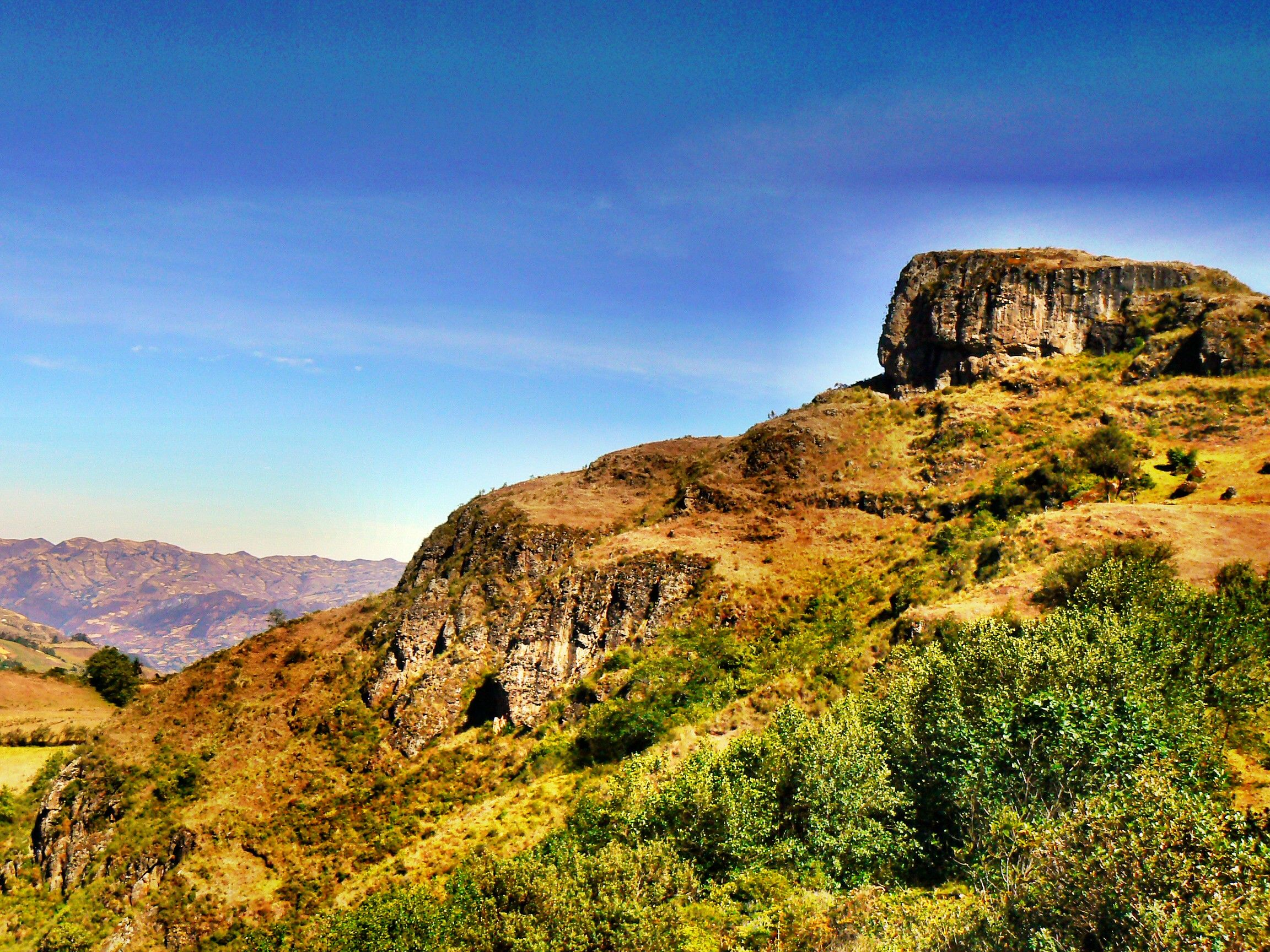
Tájkép
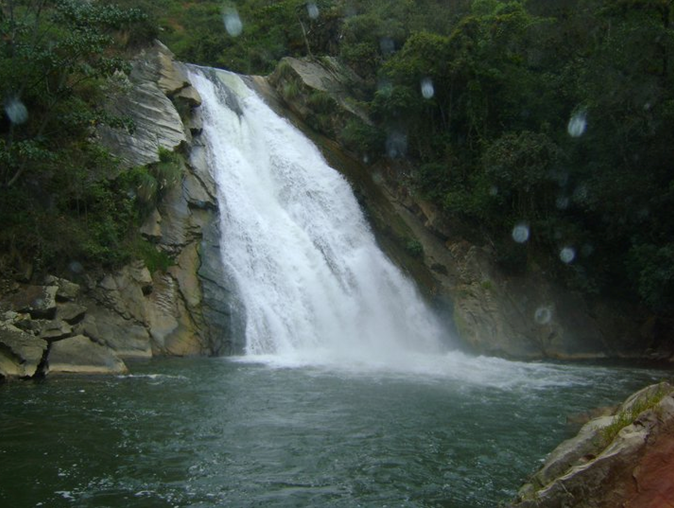
A Condac-vízesés
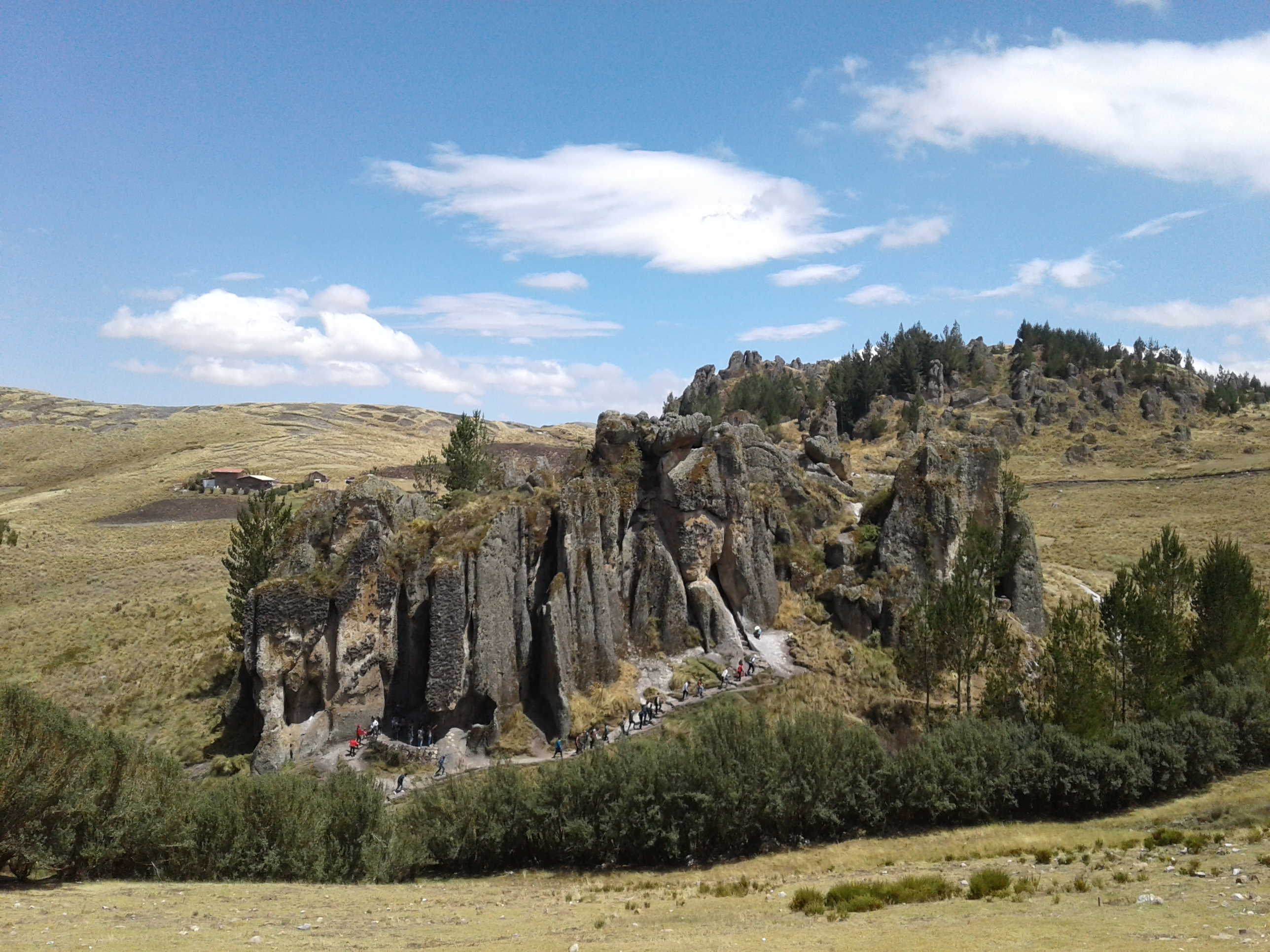
A Cumbemayo régészeti lelőhely
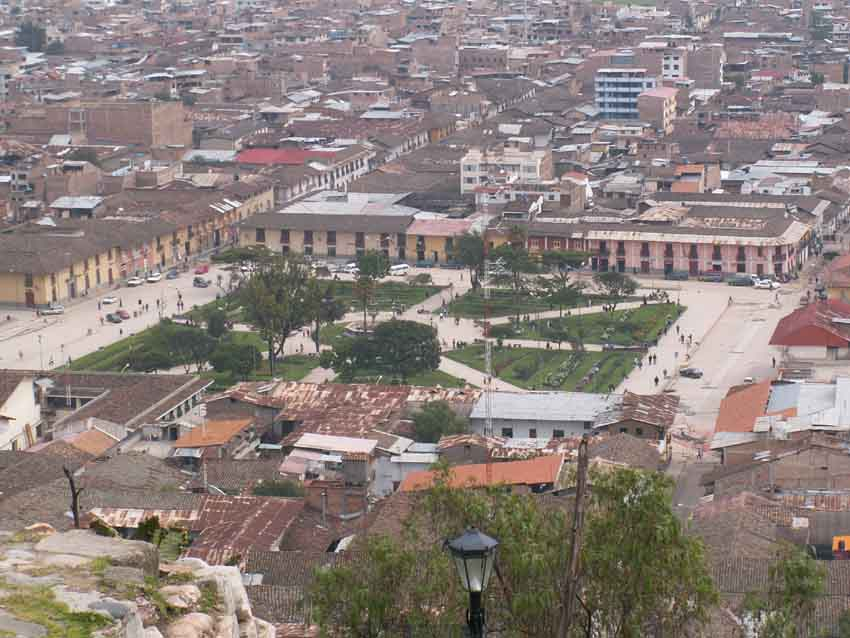
Cajamarca városa